# Красноголовая шилоклювая тимелия
Красноголовая шилоклювая тимелия (лат. Pomatostomus ruficeps) — вид мелких по размеру птиц рода Pomatostomus из семейства шилоклювых тимелий (Pomatostomidae). Эндемики Австралии. Птицы являются шумными и очень социальными, живут группами до 23 особей, которые кормятся и размножаются совместно.

## Описание
Птицы имеют тёмно-коричневый окрас с белым горлом и грудью. Крылья короткие и округлые, хвост длинный с закругленным кончиком. У птиц темно-карие глаза и серые ноги, в то время как крылья, спина и бока коричневато-серые до пестрых сумрачных на мантии. Размер около 21—23 см, масса приблизительно 50 г.